# Har Nof

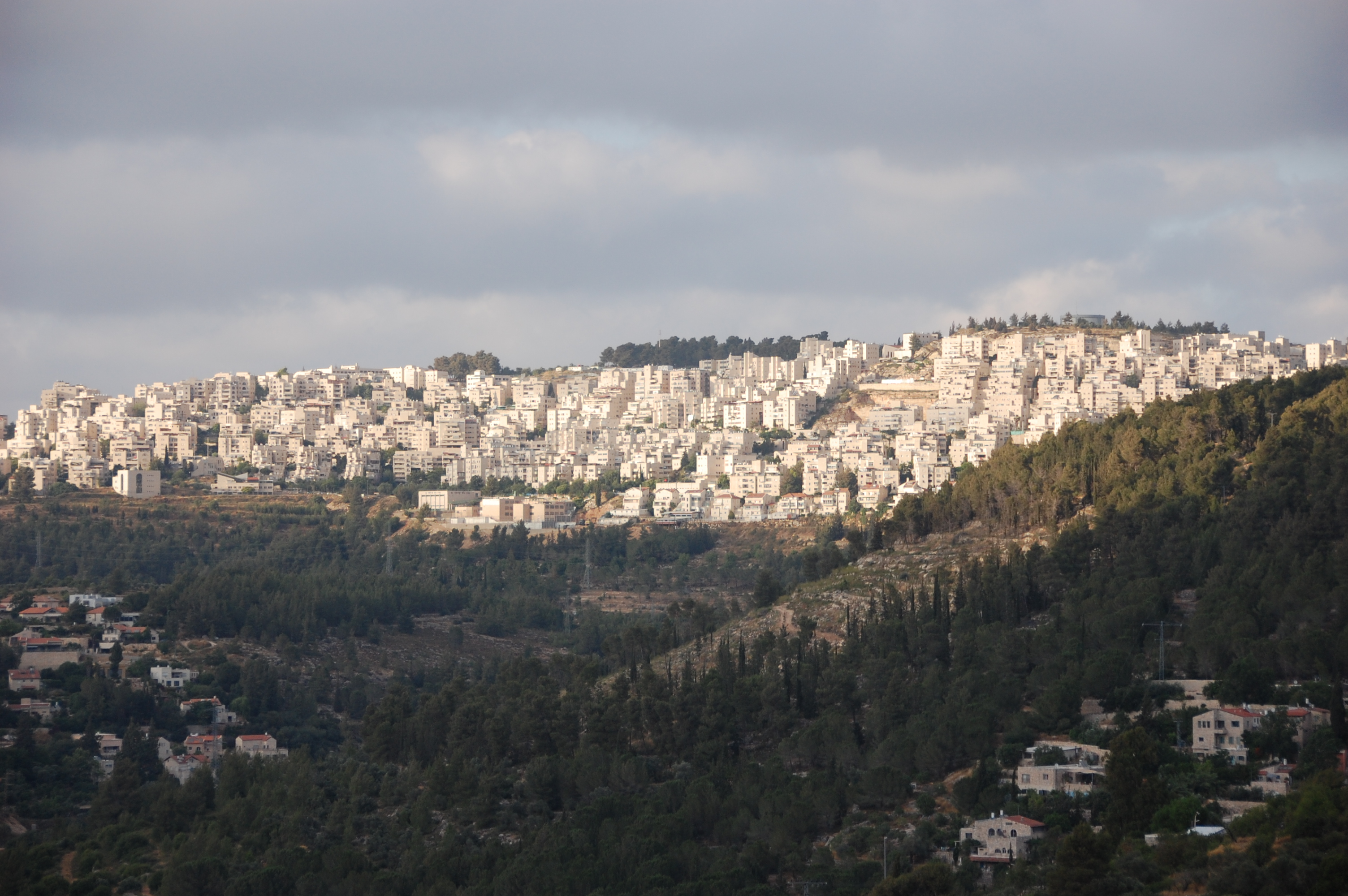
Celkový pohled na Har Nof

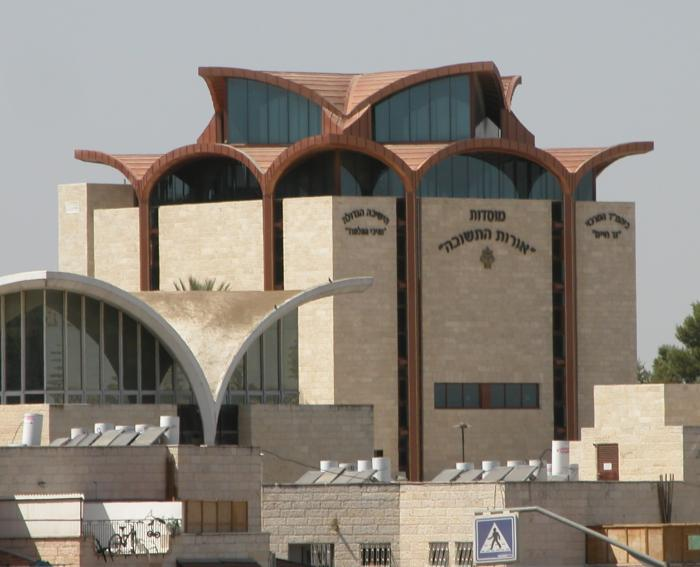
Komplex Orot ha-tšuva v Har Nof

Har Nof (hebrejsky: הר נוף, doslova Vyhlídková hora) je městská čtvrť v západní části Jeruzaléma v Izraeli.

## Geografie
Leží v nadmořské výšce okolo 750 metrů, cca 5,5 kilometrů západně od Starého Města. Nachází se na západním okraji vyvýšeného hřbetu, který dál k západu spadá do hlubokého údolí potoka Sorek. Na severu je od hory Har ha-Menuchot s centrálním jeruzalémským hřbitovem oddělen hlubokým zalesněným údolím, stejně jako na jižní straně, kde se zařezává údolí vádí Nachal Revida, na jehož protější straně se zvedá Herzlova hora a za ní areál Jad Vašem připomínající holokaust. Na východ odtud leží na zdejší sídelní terase městská čtvrť Giv'at Ša'ul, mezi níž a Har Nof se rozkládá areál Psychiatrické léčebny Kfar Ša'ul. V údolí Soreku západně od Har Nof se rozkládá administrativně samostatná vesnice Bejt Zajit a městská část Jeruzaléma Moca. Dál k západu již začíná zalesněná otevřená krajina Jeruzalémského koridoru. Populace čtvrti je židovská.

## Dějiny
Vyrostla v letech 1979–1984 a první obyvatelé se sem nastěhovali v roce 1985. Vzhledem k strmému terénu, na kterém čtvrť vznikla je zástavba řešena terasovitě, zatímco obslužné komunikace probíhají po vrstevnicích. Převládají vícepodlažní bytové domy, částečně jsou zde zastoupeny i privátní vily. Název je odvozen od výhledů na okolní krajinu, které se odtud nabízejí. Žije tu 20 000 obyvatel a čtvrť má jednu z nejvyšších porodností ve městě. Více než 60 % populace jsou ultraortodoxní Židé, zbytek náboženští sionisté. Hustota osídlení je vysoká. Působí tu četné synagogy včetně známé Boston Šul a Rav Ovadja Josef Šul. Dále tu působí některé vzdělávací ústavy jako Neve Jerušalajim. Vysoký podíl obyvatel tvoří židovští přistěhovalci z anglicky mluvících zemí.